# Loog (Juist)
Das Loog ist der zweite Hauptort der Insel Juist. Es ist ein Ortsteil der Inselgemeinde Juist im Landkreis Aurich in Niedersachsen (Deutschland).

## Lage
Das Loog liegt rund 2,5 Kilometer westlich vom Kernort Juist entfernt und ist über die Billstraße, die im weiteren Verlauf zur Domäne Bill am Westende führt, mit diesem verbunden. Das Loog wird im Süden von einem Deich, im Norden von den Dünen eingegrenzt. Östlich vom Loog an der Billstraße liegt die Siedlung, westlich zunächst die Domäne Loog und dahinter der Hammersee.

## Infrastruktur
Das Loog verfügt über eine eigene Infrastruktur, bestehend aus einem kleinen Supermarkt, mehreren Restaurants, Fahrradvermietungen, dem Veranstaltungshaus Loogster Huus und dem Inselmuseum. Am östlichen Eingang gibt es einen Kinderspielplatz und im Sommer vor dem Loogster Huus einen Schiffchenteich (im Winter wird das Wasser zur Vermeidung von Frostschäden abgelassen). Das Loog hat über den Piratenpfad einen eigenen Dünenübergang und davor einen eigenen Badestrand. Die nächsten Dünenübergänge sind 500 Meter westlich bei der Domäne Loog und 700 Meter östlich in der Siedlung. Im Loog befindet sich ein nach dem Maler und Grafiker Alf Depser benanntes Fischerhaus, welches der Künstler bis zu seinem Tod im Jahr 1990 bewohnte. Das Depser-Haus ist eines der ältesten Häuser der Insel. Mit dem Mamminga-Haus ist auch das älteste noch erhaltene Insulanerhaus im Loog angesiedelt, es stammt vermutlich aus dem späten 18. Jahrhundert.

## Geschichte
1925 gründete der Reformpädagoge Martin Luserke im Loog die Schule am Meer, ein als Internat geführtes Landerziehungsheim. Zu diesem Zweck erwarb er bereits 1924 ein erstes Insulanerhaus. Bis 1931 umfasste das schulische Ensemble insgesamt elf Gebäude, ein Meeresaquarium mit 30 Becken, elf Schulgärten, einen Botanischen Garten und mehrere Schuppen als Stall und Materiallager. Die Bildungseinrichtung zeichnete sich insbesondere durch ihre musische Prägung inklusive des von Luserke eingeführten Laienspiels aus, das heute fester Bestandteil vieler Schulangebote und der Lehrerfortbildung ist. Die Schule am Meer war vom Preußischen Staatsministerium für Wissenschaft, Kunst und Volksbildung sowie dem Zentralinstitut für Erziehung und Unterricht für die deutschlandweite Ausbildung von Laienspielpädagogen vorgesehen. Als einzige deutsche Schule ließ sie 1930/31 durch Bruno Ahrends eine eigene Bühnenhalle errichten, seinerzeit der größte Stahlbetonbau Ostfrieslands. 1934 wurde die Schule am Meer vor dem Hintergrund der nationalsozialistischen „Gleichschaltung“ geschlossen. Ab 1952 das Kinderheim „Inselburg“ des Evangelischen Johanneswerks, wurde das Kernstück der früheren Schule in der zweiten Hälfte der 1970er Jahre zur DJH Jugendherberge. Die einstige Bühnenhalle gehört mit zusätzlich eingezogener Etage und deutlich mehr Fenstern dazu. Auch das Küstenmuseum präsentiert seine umfangreichen Exponate in zwei ehemaligen Schulgebäuden, direkt an ein früheres Wohngebäude des Lehrerkollegiums angrenzend.

## Persönlichkeiten
- Alf Depser (1899–1990), Chemiker, Maler, Zeichner, Grafiker, Holzschneider
- Arend Lang (1909–1981), Mediziner, Nationalsozialist, Kartograph und Privatgelehrter, war bis 1981 Leiter des Küstenmuseums Juist
- Hans Kolde (1925–2024), Pädagoge, Träger des Bundesverdienstkreuzes, war von 1982 bis 2008 Leiter des Küstenmuseums Juist und nahm zahlreiche Ehrenämter wahr